# Nathaly Paredes
Nathaly  Paredes  (Santo Domingo, Ecuador; 9 de febrero de 2001) es una tenista de mesa ecuatoriana.

## Primeros años
Nació en Santo Domingo de los Tsáchilas, Ecuador, el 9 de febrero de 2001 y su padre es Geovanny Paredes y su madre Martha Murillo.
Inició su carrera en el tenis de mesa en el programa de masificación de la Liga Cantonal de Santo Domingo, a la edad de 7 años. Durante sus estudios en la escuela Madre Laura, su profesor de educación física la llevó a entrenar tres veces a la semana al salón de microtenis, donde pronto lo hacía de lunes a sábados ya que le encantaba.

## Carrera
El primer torneo nacional en el que participó fueron los Juegos Nacionales Prejuveniles Ambato 2012, donde obtuvo la medalla de plata. A los 10 años de edad ganó el título del Sudamericano de Asunción.
En 2016, ganó la medalla de oro en el Latinoamericano de Tenis de Mesa sub-15 de Santo Domingo, República Dominicana, ante la salvadoreña Gabriel Suárez. Además obtuvo la medalla de plata en los dobles femeninos junto a Mylena Plaza.
En marzo de 2017 ganó el Sudamericano de Tenis de Mesa, al vencer con un marcador de 4-1 a Leyla Gómez, de Paraguay. Logró la medalla de oro en los dobles mixtos con Alberto Miño, en Juegos Bolivarianos de 2017.
En 2018 ganó la medalla en dobles damas, junto a Astrid Salazar en los Juegos Odesur de Bolivia. Fue vicecampeona del Circuito Mundial de Tenis de Mesa 2018. Ese mismo año entrenó por un mes y medio en Alemania, para prepararse en la clasificación a los Juegos Panamericanos de Lima 2019, como logró clasificar, elaboró un plan con la Secretaría del Deporte y la Federación Ecuatoriana de Tenis de Mesa para volver a capacitarse en Alemania, siendo parte del Plan de Alto Rendimiento financiado por el Estado. Durante su preparación en 2019, jugó para la primera división de tenis de mesa en Austria, compitiendo con las top 50 de Europa. Sin embargo no logró avanzar en los individuales femeninos en los Juegos Panamericanos de Lima 2019, quedando 1-4 ante la brasileña Bruna Takahashi. También quedó en octavos en los dobles mixtos con Alberto Miño y en los dobles femeninos con Mylena Plaza.
Después pasó a formar parte del equipo de la segunda Bungesliga de Tenis de Mesa, el club TTC Langweid, que le permitió tener más partidos durante la temporada.